# アミトロール
アミトロール（英: amitrol）は、化学式C2H4N4で表される複素環式化合物。

## 用途
日本では1962年7月23日に農薬登録を受け、果樹園・桑畑・非農耕地などでスギナやヨモギに対する除草剤として使用された。当時の商品名には「ウィダゾール」があった。1975年3月31日に登録失効したが、その後も非農耕地向け除草剤としてアミトロールを含む複合剤が販売された。他に分散染料、写真用薬品・合成樹脂の硬化剤としての用途もある。

## 安全性
半数致死量（LD50）はラットへの経口投与で24,600~25,000mg/kg、ウサギへの経皮投与で10,000mg/kg以上。摂取した場合は甲状腺に障害を及ぼすことがある。不燃性であるが、加熱により分解し、窒素酸化物を含む有毒ガスを生じることがある。